# Pixie Lott
Victoria Louise "Pixie" Lott (født 12. januar 1991 i Bromley) er en engelsk sangerinde, skuespiller og danser. Hun udgav sit debutalbum Turn It Up i september 2009, som affødte #1-singlerne "Mama Do (Uh Oh, Uh Oh)" og "Boys and Girls" i Storbritannien. "Mama Do" fik også pæn succes i andre dele af Europa, heriblandt et top 10 hit i Danmark. Debutalbummet har siden solgt over én million eksemplarer i Storbritannien.
Pixie Lott fik i begyndelsen af 2008 en pladekontrakt med Mercury Records og har siden arbejdet med garvede navne i musikbranchen som Phil Thornalley, Toby Gad, RedOne, Greg Kurstin, danske Jonas Jeberg og Cutfather.
Kælenavnet Pixie stammer fra moderen som syntes hun "var sådan en lille, sød baby der lignede en fe" som spæd.

## Filmografi
| år   | Titel                            | Rolle  | Noter                    |
| ---- | -------------------------------- | ------ | ------------------------ |
| 2010 | Fred: The Movie                  | Judy   |                          |
| 2011 | The Itch of the Golden Nit       | Angela | Stemmeskuespil, kortfilm |
| 2011 | Fred 2: Night of the Living Fred | Judy   | Arkivoptagelse           |

| år    | Titel                     | Rolle         | Noter                                            |
| ----- | ------------------------- | ------------- | ------------------------------------------------ |
| 2007  | Genie in the House        | Danser        | Episoder: "I Feel Like Singing" og "Drama Queen" |
| 2010  | The X Factor              | Gæstedommer   | Sæson 7                                          |
| 2012  | Sadie J                   | Hende selv    | Episode: "Pixiepopalistic: Part 2"               |
| 2014  | Celebrity Juice           | Gæstedeltager | Episode: "13 March 2014"                         |
| 2014  | Inspector George Gently   | Megan         | Episode: "Blue for Bluebird"                     |
| 2014  | Strictly Come Dancing     | Deltager      | Strictly Come Dancing                            |
| 2017  | The Playlist              | Gæstevært     | Episode: "22 April 2017"                         |
| 2017  | All Round to Mrs. Brown's | Hende selv    | Episode: "Three"                                 |
| 2017  | Saturday Mash-Up!         | Hende selv    | 1 episode                                        |
| 2017– | The Voice Kids UK         | Træner/Dommer |                                                  |

| år   | Titel                  | Rolle           |
| ---- | ---------------------- | --------------- |
| 2016 | Breakfast at Tiffany's | Holly Golightly |

## Diskografi
- Turn It Up (2009)
- Young Foolish Happy (2011)
- Pixie Lott (2014)

## Turneer
- 2010 – The Crazycats Tour